# 馬克斯·阿隆
馬克斯·阿隆（英語：Max Aaron；1992年2月25日—）是一位美國花樣滑冰運動員。他是2013年的美國全國冠軍。2011年，他則獲得了美國青年花樣滑冰錦標賽的冠軍。他出生在亞利桑那州。